# Metaloceno

Estrutura Química de um Metaloceno, onde M representa um cátion de metal de transição

Um metaloceno é um composto químico com fórmula geral (C5H5)2M, consistindo de dois ânions ciclopentadienila (Cp, C5H5-) ligado a um íon metálico em estado de oxidação +2. Semelhantes aos metalocenos são os derivados de metalocenos, como o cloreto de titanoceno. Alguns metalocenos e seus derivados apresentam propriedades de catalisador, ainda que metalocenos sejam raramente utilizados industrialmente. Metalocenos são um subgrupo de uma ampla classe de compostos organometálicos, denominados compostos sanduíche.
Na estrutura ilustrada à direita, os dois pentágonos representam os ânions ciclopentadienila, com círculos em seus interiores, indicando sua aromaticidade.

## Definição
A nomenclatura geral "metaloceno" é derivada do ferroceno, (C5H5)2Fe or Cp2Fe, cuja nomenclatura seria bis(η5-ciclopentadienila)ferro(II). De acordo com a IUPAC, um metaloceno contém um metal de transição e dois ligantes ciclopentadienila coordenados a este, formando uma "estrutura de sanduíche": as duas ciclopentadienilas são co-planares, com iguais distâncias e forças de ligação.
Na nomenclatura dos metalocenos, o prefixo antes da terminação -oceno indica qual elemento metálico encontra-se entre os grupos Cp. Por exemplo, no ferroceno, o íon metálico encontrado é o ferro(II).
Em contraste com a definição restrita proposta pela IUPAC, que requer um metal do bloco d e uma estrutura de sanduíche, o termo metalocenos e, deste modo, o sufixo -oceno, é também aplicado, na literatura, à compostos de outros íons metálicos, como o Cp2Ba, ou estruturas onde anéis aromáticos não são complanares, como as encontradas no manganoceno ou no dicloreto de titanoceno, Cp2TiCl2.

## Propriedades Físicas e Estrutura dos Metalocenos
Uma característica notável de alguns metalocenos é sua alta estabilidade térmica. Metalocenos eletricamente neutros são solúveis em solventes orgânicos comuns e, geralmente, podem ser purificados por sublimação à vácuo.
Em metalocenos do tipo (C5R5)2M, as duas ciclopentadienilas podem estar em conformação eclipsada ou alternada, conforme indicado em estudos de difração de raios-X de monocristais. Para metalocenos não-substituídos, a diferença de energia entre as duas conformações é de apenas alguns poucos kJ/mol. Ferroceno e Osmoceno em baixas temperaturas exibem conformação eclipsada, enquanto os complexos de bis(pentamethylcyclopentadienyl) dos mesmos metais apresentam conformação alternada, a fim de minimizar o efeito estérico entre os grupos metila.

## Referência
1. A. Salzer (1999). «Nomenclature of Organometallic Compounds of the Transition Elements». Pure Appl. Chem. 71 (8): 1557–1585. doi:10.1351/pac199971081557. Consultado em 10 de junho de 2009. Arquivado do original em 16 de julho de 2007
2. Robert H. Crabtree The Organometallic Chemistry of the Transition Metals  4th ed.  Wiley-Interscience: 2005.

Predefinição:Organometálicos